# Lądowisko Sucha Beskidzka-Szpital
Lądowisko Sucha Beskidzka-Szpital – lądowisko sanitarne w Suchej Beskidzkiej, w województwie małopolskim, położone przy ul. Szpitalnej 22. Przeznaczone jest do wykonywania startów i lądowań śmigłowców sanitarnych i ratowniczych w dzień i w nocy o dopuszczalnej masie startowej do 5700 kg. 
Zarządzającym lądowiskiem jest Zespół Opieki Zdrowotnej. W roku 2012 zostało wpisane do ewidencji lądowisk Urzędu Lotnictwa Cywilnego pod numerem 163
Oficjalne otwarcie lądowiska nastąpiło 4 października 2012